# Léon-Victor Dupré
Pour les articles homonymes, voir Dupré.
Léon-Victor Dupré, né à Limoges (Haute-Vienne) le 18 juin 1816 et mort à Paris 10e le 31 octobre 1879, est un peintre français.

## Biographie
Cadet et élève de son frère Jules Dupré (1811-1889), il débute au Salon de 1839 et expose jusqu'en 1878. Il peint des paysages de Normandie, du Berry, du Limousin, ainsi que de l'Île-de-France.
Les deux frères s'installent en 1852 au hameau du Fay, entre La Souterraine et Argenton-sur-Creuse, s'adonnant à la peinture sur le motif qu'ils continueront plus tard ensemble à Barbizon. La facture de leur travail est assez proche.
Personnalité plus effacée que son frère, Léon-Victor Dupré est décrit par son ami Michel-Amédée Besnus : « Il était bon diable, sans préjugé, passionné, pêcheur de goujons… pas fier le moins du monde, spirituel, c'était le meilleur garçon qui put se voir. »
Il avait son atelier au no 10 rue de Rochechouart à Paris.

## Œuvres dans les collections publiques
Les pays, villes et noms d'institutions sont classés par ordre alphabétique, les œuvres par date.  
États-Unis
- Boston, musée des Beaux-Arts.
- Laurel (Mississippi), Lauren Rogers Museum of Art.
- Princeton, musée d'Art de l'université de Princeton.

France
- Chartres, musée des Beaux-Arts[2] :
  - Paysage, toile, 34 × 58 cm, 1848, exposé en 1849, don de l'État ;
  - Environs de Nemours, toile, 35 × 54 cm, 1852, acquisition en 1859.
- Creil, musée Gallé-Juillet[3]
- Reims, musée des Beaux-Arts

Pays-Bas
- Amsterdam, Rijksmuseum.

Royaume-Uni
- Barnard Castle, Bowes Museum.

Œuvres
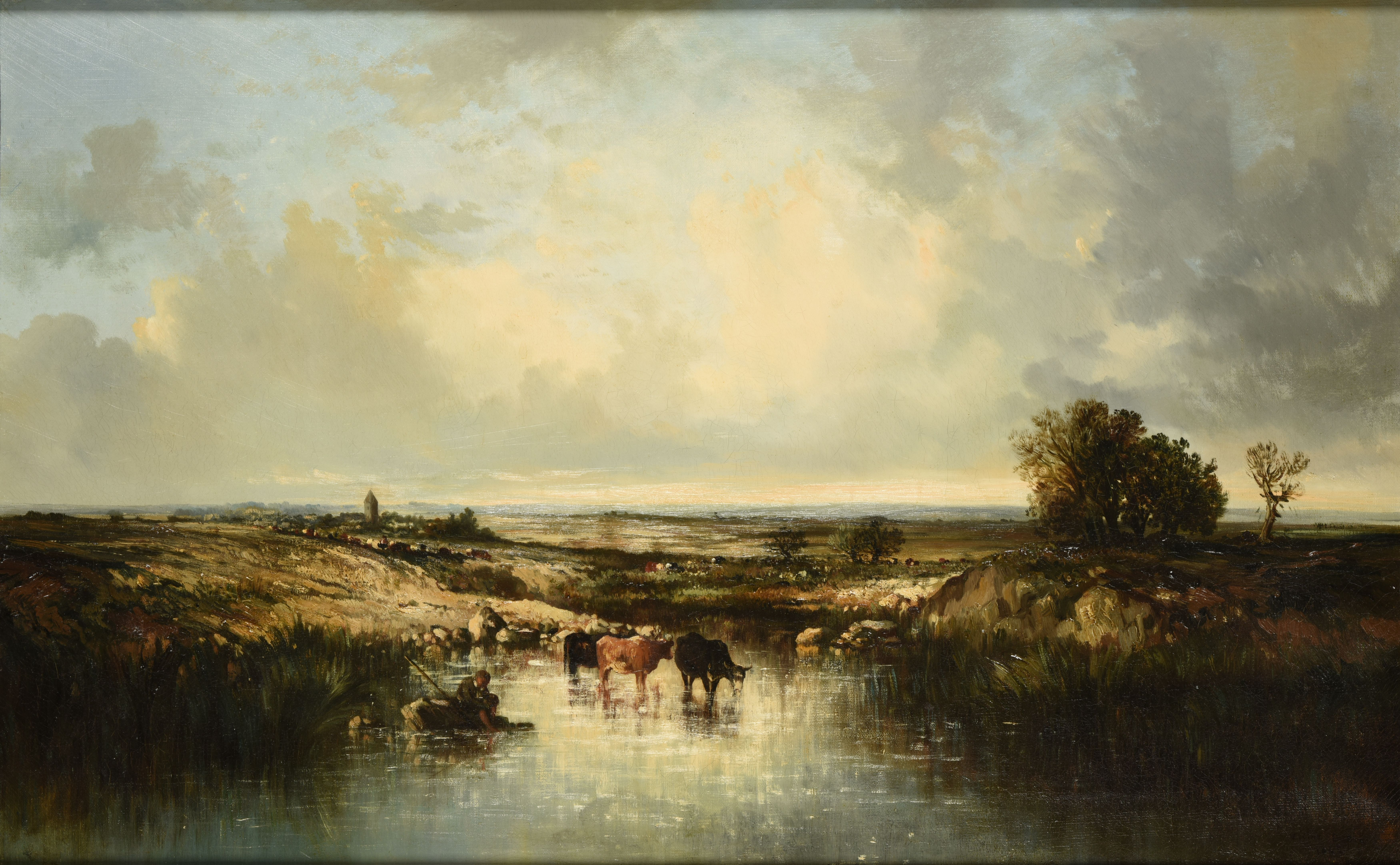
Animaux à l'abreuvoir, 1848, musée des Beaux-Arts de Reims.
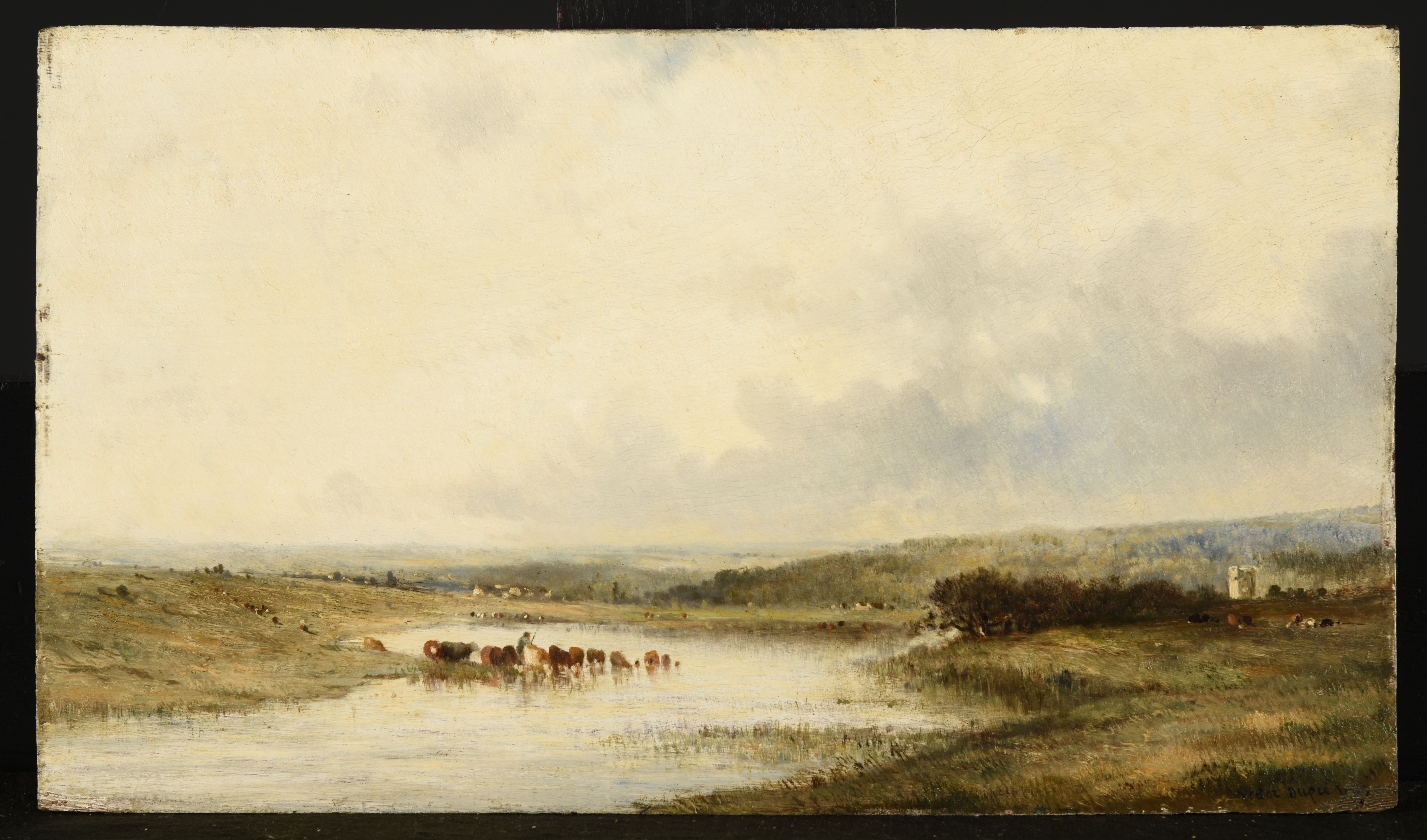
Environs de l'Isle-Adam, 1850, musée des Beaux-Arts de Reims.

## Salons
- 1839 : Vue prise dans le bois de Fay (Indre).
- 1841 : Vue de Saint-Junien ; Le Marais de La Souterraine.

## Expositions
- 2002 : musée des Beaux-Arts de Lyon, L'École de Barbizon : peindre en plein-air avant l'impressionnisme (catalogue).
- Du 19 juin au 4 octobre 2010 : musée des Beaux-Art de Lyon, Un siècle de paysages, le choix d'un amateur , 2010.
- Du 13 novembre au 22 novembre 2013 : galerie Fine Art, Marty de Cambiaire, Paris, place Vendôme.
- Paris, galerie Georges Petit[Quand ?].
- Paris, galerie Bernheim-Jeune[Quand ?].

### Iconographie
- Théodore Chassériau, Portrait de Léon Victor Dupré, Cambridge, Fogg Art Museum.
- Jean-François Millet, Portrait de Léon Victor Dupré, collection privée (source : Laurie Marty de Cambiaire, collaboration de Angélique Franck-Niclot, trad. Jane MacAvock, Regards sur la nature, une collection privée, Paris, Éd. Fine Art, 2013).
- Étienne Carjat, Léon Victor Dupré, portrait carte-de-visite, vers 1865